# 神猫Masterz
神猫Masterz（カミネコ マスター ゼト）| 鄒 神猫 （スウ カミネコ ）は、日本の男性アニメーター、アニメーション作画監督、アニメーション原画。
1997年『ヱヴァンゲリヲン劇場版』でアニメーターデビュー。
また、ゲームとのCG絵とポスターイラストを描くこともあった。

## 参加作品

### テレビアニメ
- ヴァンドレッド（2000年：動画）
- HELLSING（2001年：動画）
- Night Walker -真夜中の探偵- （2001年：動画）
- NARUTO -ナルト-（2002-2006年：原画・第二原画・動画）
- X -エックス-（2002年：第二原画・動画）
- 超重神グラヴィオン（2002年：第二原画・動画）
- Witch Hunter ROBIN（2003年：原画・第二原画・動画）
- LAST EXILE（2003年：原画・第二原画・動画）
- 巌窟王（2004年：原画）
- トリニティ・ブラッド（2004年：作画監督・原画）
- 超重神グラヴィオンZwei（2004年：原画）
- 爆裂天使（2004年：作画監督・原画）
- バジリスク 〜甲賀忍法帖〜（2005年：原画）
- G.I. Joe: Sigma 6（2005年：作画監督・原画）
- 絢爛舞踏祭 ザ・マーズ・デイブレイク（2005年：原画）
- コードギアス 反逆のルルーシュ（2006年：原画）
- 西の善き魔女 Astraea Testament（2006年：原画）
- Fate/stay night（2006年：原画）
- 家庭教師ヒットマンREBORN!（2006年：演出補佐・作画監督・原画）
- アフロサムライ（2007年：原画・第二原画）
- 瀬戸の花嫁（2007年：原画・第二原画）
- CLAYMORE（2007年：演出補佐・作画監督・原画）
- 天元突破グレンラガン（2007年：原画・第二原画）
- コードギアス 反逆のルルーシュR2（2008年：作画監督・原画）
- ドルアーガの塔 ～the Aegis of URUK～（2008年：作画監督・原画）
- マクロスF（2008年：原画）
- 仮面のメイドガイ（2008年：作画監督・原画）
- ルパン三世VS名探偵コナン（2009年：原画）
- ドルアーガの塔 〜the Sword of URUK〜（2009年：原画）
- とらドラ!（2009年：原画）
- 戦場のヴァルキュリア（2009年：原画）
- アフロサムライ：レザレクション（2009年：原画）
- バカとテストと召喚獣（2010年：作画監督・原画）
- 学園黙示録 HIGHSCHOOL OF THE DEAD（2010年：原画）
- THE IDOLM@STER（2011年：作画監督・原画）
- Fate/Zero（2011年：原画）
- ダンボール戦機W（2012年：作画監督・原画）
- 進撃の巨人（2013年：原画）
- 戦姫絶唱シンフォギア（2012年：原画）
- Persona4 the ANIMATION（2012年：原画）
- アクエリオンEVOL（2012年：原画）
- ソードアート・オンライン（2012年：原画）
- ダンボール戦機ウォーズ（2013年：作画監督・原画）
- 翠星のガルガンティア（2013年：原画）
- ラブライブ! school idol project（2013年：舞踊原画・原画）
- ラブライブ! 2nd Season（2014年：演出補佐・舞踊原画・原画）
- 艦隊これくしょん -艦これ-（2015年：原画）
- カードキャプターさくら クリアカード編（2018年：原画）※鄒 神猫名義
- 魔都精兵のスレイブ（2023年：作画監督）※鄒 神猫名義

### 劇場アニメ
- 犬夜叉 時代を越える想い（2001年：動画）
- 犬夜叉 鏡の中の夢幻城（2002年：第二原画・動画）
- 犬夜叉 天下覇道の剣（2003年：原画・第二原画・動画）
- ヱヴァンゲリヲン新劇場版:序（2007年：原画）
- 空の境界 第1章 俯瞰風景（2007年：原画）
- 空の境界 第3章 痛覚残留（2008年：原画）
- 空の境界 第5章 矛盾螺旋（2008年：原画）
- 空の境界 第7章 殺人考察（後）（2009年：原画）
- ヱヴァンゲリヲン新劇場版:破（2009年：原画）
- ヱヴァンゲリヲン新劇場版:Q（2012年：原画）
- THE IDOLM@STER MOVIE 輝きの向こう側へ!（2014年：原画）

### OVA
- バイブルブラック（2001年-2003年：原画・第二原画・動画）
- バイブルブラック 外伝（2002年：原画）
- 戦闘妖精雪風（2002年-2005年：原画・第二原画・動画）
- 新・バイブルブラック（2004年-2007年：原画）
- バイブルブラック・オンリー版（2005年：原画）
- 瀬戸の花嫁 OVA 仁（2008年：原画）
- 瀬戸の花嫁 OVA 義（2009年：原画）
- REDLINE（2011年：原画）
- 劇場版 マクロスF 恋離飛翼〜サヨナラノツバサ〜 （2011年：原画）
- コードギアス 亡国のアキト 翼竜は舞い降りた（2012年：作画監督・原画）
- 崩壊学園2 OVA（2015年：監督・演出補佐・原画）

### ゲーム
- 機動戦艦ナデシコ -The prince of darkness-（1998年：仕上げ）
- GUILTY GEAR X（2000年：キャラクター動画）
- サクラ大戦3 〜巴里は燃えているか〜（2001年：第二原画・動画）
- サクラ大戦4 〜恋せよ乙女〜（2002年：第二原画・動画）
- ファイナルファンタジーXI（2002年：キャラクター美術）
- GUILTY GEAR XX（2002年：キャラクター原画）
- サクラ大戦 〜熱き血潮に〜（2003年：原画）
- シャイニング・ティアーズ（2004年：背景美術・原画）
- シャイニング・ウィンド（2009年：背景美術・作画監督・原画）
- 戦場のヴァルキュリア2（2010年：作画監督・原画）
- 雨血前傳：蜃樓（2013年：アクション監修・キャラクターアニメ監督）
- 雨血：影之刃（2014年：アクション監修・キャラクターアニメ監督）
- 崩壊学園2 PV（2014年：監督・演出補佐・原画）
- ヘリックスホライゾン HelixHorizon（2016年：オープニング アニメ　プロヂューサー・音楽制作統括・作画監督補佐）